# Mimí Pons
Esther Palmira Orizi, conocida artísticamente como Mimí Pons (Marcos Juárez, Córdoba, 13 de enero de 1948), es una actriz y ex-vedette argentina. Gozó de una gran popularidad en el teatro de revista de los años 1970, y es la hermana menor de la también actriz y vedette Norma Pons (1943-2014).

## Carrera

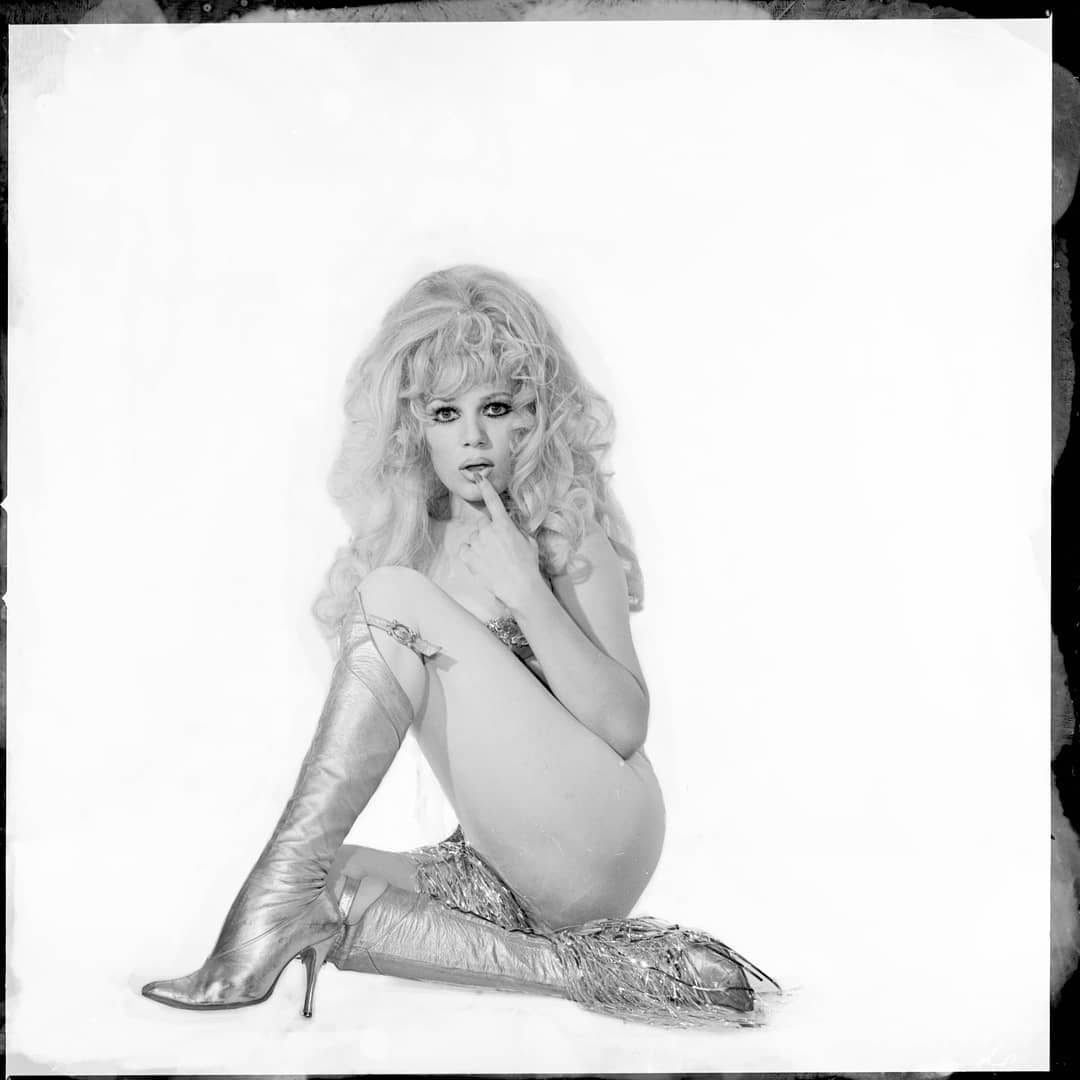
Mimí Pons en los años 1970.

Junto a su hermana mayor Norma actuó en radioteatros en Rosario. Desde adolescente se solía escapar de la secundaria para ver las audiciones que se realizaban en LT-2. Con quince años, Chicho Serrador la vio entre el público y la contrato para su comedia en Buenos Aires.
Mimí Pons se caracterizó por su belleza innata y su porte de vedette ideal. De chica estudió danza y comenzó su carrera  por los años 1970 junto a su hermana mayor Norma Pons, de la mano de José Marrone, cuando ambas se presentaron a un casting en Canal 13 donde el cómico presentaba Marronadas 66, dirigida por Julio Porter, por entonces director del Maipo. Trabajó con grandes cómicos como Pepe Biondi, Pepe Marrone y Luis Sandrini.
Su última incursión como vedette fue para el Mundial '78.

### Vida privada
A sus treinta años contrajo primeras nupcias con el empresario del Teatro Maipo y hermano de Zully Moreno, Alberto Oscar González, con quien tuvo dos hijos, Alberto (n. 1985) y Gimena (n. 1988).

## Cine
- 1966: Ritmo, Amor y Juventud, junto con Susy Leiva, Pinky, Raúl Lavié, Osvaldo Pacheco y Estela Molly.
- 1967: La Perra, junto a Libertad Leblanc.
- 1969: El Bulín con Jorge Porcel, Fidel Pintos, Linda Peretz, Susana Campos, Luisina Brando, Beatriz Bonnet y Norman Brisky.
- 1969: Los Debutantes en el Amor, con Alberto Olmedo, Jorge Mistral, Noemí Laserre y Amelia Bence.
- 1970 :El Sátiro, junto a Patricia Dal, Rey Charol y Ricardo Morán.
- 1971: La Gran Ruta en el papel de Vilma con Luis Landriscina, Luis Brandoni y Silvia Montanari.
- 1973: Los Caballeros de la Cama Redonda, dirigida por Gerardo Sofovich, en compañía de Alberto Olmedo, Jorge Porcel, Tristán, Adolfo García Grau, Chico Novarro, Haydée Padilla y Elianna.
- 1974: Crimen en el Hotel Alojamiento, en la que hacía el personaje de Susana, la pareja de Ricardo Morán. En este film también actuó Norma Pons, Nelly Beltrán, Cristina Lemercier, Héctor Biuchet y Alberto Fernández de Rosa.
- 1976: La Guerra de los Sostenes, con Juan Carlos Calabró, Carmen Barbieri, Javier Portales, Selva Mayo y Gogó Andreu.
- 1976: Adiós Sui Generis, en la que contaban el origen y disolución de Sui Generis, la dupla más famosa formada por Charly García y Nito Mestre.
- 1979: Mannequín... Alta Tensión junto a Norma Pons, Ricardo Bauleo, Rodolfo Machado y Silvia Albizu.
- 1983: Espérame mucho, de Juan José Jusid, con Víctor Laplace, Alicia Bruzzo y Arturo Bonín.
- 2017: La Vida sin brillos, de Guillermo Félix y  Nicolás Teté con Luisa Albinoni, Adriana Aguirre, Pata Villanueva, Noemí Alan, Beatriz Salomón, Sandra Smith, Naanim Timoyko, Silvia Peyrou y Patricia Dal.

## Televisión
- 1963: El sátiro, dirigido y actuado por Narciso Ibáñez Menta. En este ciclo también participaron Erika Wallner, María Aurelia Bisutti y Juan Carlos Galván.
- 1965: La Matraca, junto a un gran elenco que incluía a Tito Climent, Osvaldo Terranova, Tino Pascali, Julia Alson, Roberto García Ramos, Thelma Tixou, Raimundo Pastore y María Esther Gamas.
- 1966: Marronadas 66, con José Marrone
- 1969: Los Doce del Siglo.
- 1971: La Escopeta, en la que Hugo Moser le dio la oportunidad de profundizarse como actriz. Se emitía por Canal 13. En el elenco también estaba Norma Pons, Olinda Bozán, Gilda Lousek y Perla Caron.Dirección: Edgardo Borda.
- 1971: Marche Press, junto a Miguel Coronatto Paz, Agustín Cruzziani, Golo, Landrú, Marcos Martínez, Norma Pons y Rodolfo Taboada.
- 1973: Humorisqueta, junto a su hermana Norma Pons, Beba Bidart, Ulises Dumont, Hilda Suárez, Rafael Carret y Emilio Vidal.
- 1982: Los Siete Pecados Capitales - Episodio: La Lujuria, junto a Aldo Bigatti, Thelma Biral, Julio Chávez, Irma Córdoba, Jorge Luz y Roberto Mosca.
- 1982: La Historieta - Episodios: Lady Godiva - Los tres mosqueteros - Drácula, junto a un gran elenco.
- 1983: Espérame mucho, junto a Víctor Laplace, Alicia Bruzzo, Arturo Bonín y elenco.
- 1999: Salvajes, junto a Valeria Lynch, Patricia Etchegoyen y Rodrigo Aragón.[4]
- 2000: El Club de la Comedia
- 2006: Autoestima, historias sobre ruedas, junto a Norma Pons.
- 2006: Un Cortado.
- 2014: Bailando por un sueño 2014, como participante del programa: Showmatch.
- 2016: Susana Giménez, como participación especial en sketch.
- 2017: De buena yerba, debut como conductora.
- 2019: Quién quiere ser millonario, como participante invitada del programa.

## Teatro
Desempeñó la carrera de primera vedette en numerosos teatros argentinos como el teatro San Martín, teatro Maipo, teatro Astros, teatro La Comedia, el Teatro El Nacional y los teatros de la popular calle Corrientes. Entre algunas de sus obras figuran:
- 1965: Chin chin... verano y soda, en el teatro Maipo con Vicente Rubino, Hilda Mayo, Héctor Rivera, Maurice Jouvet, Julia Alson, Jorge Sobral, Telecataplum, Rosángela, Los Duendes Gitanos, Norma Pons, José Carlos Romero, Pete Martin, Sonia Grey, Susana Rubio, Los Caribe Steel Band y Santiago Ayala y su ballet folklórico con Norma Viola.
- 1965: Vos que lo tenés, cuidalo, en el teatro Maipo con Niní Marshall, Pepe Arias, Tito Lusiardo, Don Pelele, Vicente Rubino, Sonia Grey, Maurice Jouvet, Susana Rubio, Eduardo Rodrigo, Cuco Sánchez, José Carlos Romero, Norma Pons, Luisa Ruiz, Mercedes Moral, Julio Alejandro y Osvaldo Pugliese y su Orquesta Típica.
- 1966: Las coristas rebeldes en el teatro Maipo con Don Pelele, Dorita Burgos, Vicente Rubino, Hilda Mayo, Yoli Logand, Carlos Scazziotta, Pochi Grey, Roberto Goyeneche, Chasman y Chirolita, Pedro Sombra, Norma Pons y Los cantores de Quilla Huasi.
- 1966: Ritmo, turismo y nudismo, en el teatro Maipo con Don Pelele, Dorita Burgos, Tito Climent, Yoli Logand, Alma Ferrari, Nuri Cid, Edith Barrios, José Romero, Adriana Tanner, Luis García Bosch, Los Gauchos, Barbieri y Moreno, Elena Casares y Lucy D´Orsay.
- 1966: Arriba las polleras, en el teatro Maipo con Juan Carlos Mareco, Vicente Rubino, Jovita Luna, Mariquita Gallegos, Alma Ferrari, Carlos Scazziotta, Norma Pons, Pochi Grey, Don Pelele, Dorita Burgos, Adriana Tanner, José Romero y Elena Casares.
- 1967: Es la frescura, en el teatro Maipo con Fidel Pintos, Jorge Porcel, Don Pelele, Tito Lusiardo, Ramona Galarza, Amparito Castro, Zaima Beleño, Pochi Grey, Pedro Sombra, Mabel Manzotti, Norma Pons, Lenie Dale, Fabiana y Gloria Prat.
- 1967: Si no es Maipo, no es revista con José Marrone, Tito Lusiardo, Hilda Mayo, Vicente Rubino, Pochi Grey, Norma Pons, Connie Phil, Pedro Sombra, Luisa Ruiz, Luis Bosch, Gloria Prat y Don Pelele.
- 1968: Cuando abuelita no era hippie en el teatro El Nacional junto a Zulma Faiad, Dringue Farías, Alfredo Barbieri, Norma Pons, Moria Casán, Ismael Echeverría, Rubén Frato, Elena Barrionuevo, Isabel Hernández, Franca Alario, Roberto García Ramos y Los Bombos Tehuelches.
- 1968: Esta revista... También mata! con Juan Verdaguer, Dringue Farias, Alfredo Barbieri, Norma Pons, Mariano Mores, Nito Mores, Carlos Scazziotta, Silvia del Río, Tini Araujo, Franca Alario, Cacho Galeano, Isabel Hernández y Lorena Car - Teatro El Nacional.
- 1968: Ver... Ver... Verdísima, en el teatro El Nacional con José Marrone, Alfredo Barbieri, Norma Pons, Carlos Scazziotta, Roberto García Ramos, Armando Quintana, Hugo Montero, Elena Barrionuevo, Walter Arce, Noemí Real, Jhon Parker, Isabel Hernández y Pablo Del Río.
- 1969: El Maipo en luna nueva, en el teatro Maipo, con Don Pelele, Jorge Porcel, Alberto Anchart, Carlos Scazziotta, Pedro Sombra, Norma Pons, Adriana Parets, Betina Escobar, Gloria Prat, Eneri Carvajal, Alicia Dora, Susy Marco, Katia Iaros, Rocky Pantoni y Mario Medrano.
- 1970: El Maipo esta piantao, en el teatro Maipo con Nélida Roca, Dringue Farias, Don Pelele, Norma Pons, Jorge Luz, Nacha Guevara, Carlos Scazziotta, Emilio Vidal, Pedro Sombra, Katia Iaros, Studio 4, Rocky Pontoni, Esteban Greco, Adriana Parets, Betina Escobar, Emeri Carvajal, Alicia Dora, Olga Imbergt, Celia Mores, Mamina Vane, Gloria Galván y Yeli Dénoyer..
- 1970: Mujeres 100 %, estrenada en el teatro Maipo, junto a José Marrone, Juanita Martínez, Hilda Mayo, Vicente Rubino, Marcos Zucker, Don Pelele, Dorita Burgos,  Argentinita Vélez, Norma Tagle y El Chileno Figueroa.
- 1971: Oh Calcutta' Al Uso Nostro, estrenada en el Teatro El Nacional. Con dirección musical de Lino Vinci. Junto a Norma Pons, Alfredo Barbieri, Pedrito Rico, Roberto García Ramos, Mario Fortuna, Míster Álex, Irene Moreno, Elena Barrionuevo, Claudio Borel, Enrique Barreta, Christi Elaine y José Enrique.
- 1971: Ruido de aplausos, en el Teatro El Nacional con Adolfo Stray, Ethel Rojo, Alfredo Barbieri, Alberto Locatti, Norma Pons, Fernando Grahal, Pete Martín, Roberto García Ramos, Guadalupe (actriz), Christi Elaine, Enrique Ibarreta, Kuniko Narai, Alexandra Romanoff, Alberto Campanine y Freddy Conde.
- 1971: Nerón vuelve, en el Teatro El Nacional con Adolfo Stray, Ethel Rojo, Moria Casán, Marcos Zucker, Norma Pons, Katia Iaros y elenco.
- 1971: La revista de Buenos Aires, en el Teatro El Nacional con Alfredo Barbieri, Tito Lusiardo, Rosanna Falasca, Norma Pons, Pete Martin, Roberto García Ramos, Katia Iaros, Rafael Carret, Adriana Parets y elenco.
- 1971: Chau verano loco en el teatro Maipo con Jorge Luz, Emilio Vidal, Don Pelele, Carlos Scazziotta, Pedro Sombra, Adriana Parets, Katia Iaros y elenco.
- 1973: ¡Chau!.. Te esperamos en el Cómico (La revista institucionalizada), en el Teatro Cómico con Alberto Locati, Mario Sapag, Pedrito Rico, Vicente Quintana, Tini Araujo, Norman Erlich, Roberto García Ramos, Dorita Acosta, Lucy D´Orsay, Juan El Brujo, Cacho Galeano y Mamina Vane. Dirigido por Gerardo Sofovich y Hugo Sofovich.
- 1974: Cuando Afrodita toca la flauta, junto a Norma Pons y Juan Carlos Thorry.
- 1974: Una rosa para el desayuno, junto a Nora Cárpena, Guillermo Bredeston y Gino Renni.
- 1975: Aleluya Buenos Aires, en el Teatro Maipo, con José Marrone, Alberto Olmedo, Norma Pons, Javier Portales, Violeta Montenegro, Osvaldo Pacheco, Nene Morales, Lise Belanger, Rudy Chernicof, José Antonio, Esteban Greco, Miguel Jordán, Karold Iujas, Guadalupe (actriz), Yeli Fontan, Janet Mac Gregor, Alfredo Jiménez y Naanim Timoyko.
- 1976: Los verdes están en el Maipo, en el Teatro Maipo, con Javier Portales, Tristán, Mario Sánchez, Norma Pons, Peggy Sol, Pedro Sombra, Alberto Irízar, Guadalupe (actriz), Miguel Jordán, Naanim Timoyko, Alfredo Jiménez, Miket Squar y Carmen Barbieri.
- 1978: Maipo 78 en el teatro Maipo con Tato Bores, Juan Verdaguer, José Marrone, Adolfo García Grau, Naanim Timoyko, Mario Sapag, Alberto Irizar, Rolo Puente, Selva Mayo, Mónica Brando, Adriana Quevedo, Alfredo Jiménez, Ricardo Rivas, Graciela Amor, Loanna Muller, Silvia Rullán y Alicia Muñiz.
- Sotanas y fulanas
- 1981: Blass en el teatro Regina de Mar del Plata con Rodolfo Bebán, Leonor Benedetto, Juan Carlos Thorry, Norma Pons, Luisa Albinoni y Vanina Parets.
- 1996: Potras con Darío Vittori, Gisella Barreto, Cris Miró, Camila Perissé y Claudia Salminis.
- 1996: El Negro las prefiere rubias, con el Negro Álvarez, Boridi, Alejandra Pradón, Madelaine Reynal, Isabella Grohuam y cuerpo de baile.
- 1998: Pum en el teatro Lola Membrives con Norma Pons, Osvaldo Laport, Miguel Habud, Norman Erlich, Ana María Cores y Cecilia Oviedo.
- 1999-2000: Esta noche no te toca, con Pablo Alarcón, Osvaldo Guidi, Javier Iriarte, Sandra Smith y Sebastián Suárez.
- 2000: Si Eva se hubiese vestido, con Franklin Caicedo, Andrea Tenuta, Antonio Grimau y elenco.
- 2003: El show de las Pons Pons con Norma Pons, Adelco Lanza y Ian Kowalewski.
- 2015 - 2017: Extinguidas con Beatriz Salomón, Adriana Aguirre, Noemí Alan, Naanim Timoyko, Luisa Albinoni, Patricia Dal, Pata Villanueva, Sandra Smith y Silvia Peyrou - Dirección: José María Muscari - Teatro Regina y gira nacional.
- 2017: "Hasta que la chipa nos separe" con Pata Villanueva y Christián Eckert. Dirección y libreto: Fernando Mariano.
- 2018: Derechas, junto con: Edda Bustamante, Cristina Alberó, Katja Alemann, Edda Díaz, Carolina Papaleo, Paula Morales, Emilia Mazer, Juana Repetto y María Fernanda Callejón.
- 2020: Gasalla, junto a Antonio Gasalla, Marcelo Polino y elenco. Participa como invitada especial en el Teatro Radio City de la ciudad de Mar del Plata.
- 2021-2022: Cenemos en la cama, junto con Germán Kraus, Graciela Pal, Esteban Prol, Chiqui Abecasis y Florencia Marcasoli, en Teatro Candilejas 2. Villa Carlos Paz.

## Revistas
| 1960 | Revista Antena     | Bandera de Argentina |
| 1964 | Revista Loco Lindo | Bandera de Argentina |
| 1964 | Radiolandia        | Bandera de Argentina |

Trabajó en revistas tales como Revista Radiolandia, Revista Loco Lindo y Revista Antena.